# ポーランドのクリスマス
ポーランドのクリスマスはキリスト教世界の多くの国と同じく、もっとも大きな年間行事の一つである。クリスマスの儀式は古代から何世紀にもかけ徐々に発展してきた。カトリック教会によるポーランドのキリスト教化が行われる中で、一部の非キリスト教の古い宗教的な習慣が結びつき、その後、地域の伝承や様々な民俗文化と相互に影響を与えながら広まった。
クリスマス・イヴの日には装飾され光るクリスマスツリーが居間に飾られ、また大抵は教会の外や公共スペースにおかれる。ポーランドにおいて、クリスマスは「Boże Narodzenie」（ボジェ・ナロゼニェ、神の誕生）と呼ばれる。

## 待降節
待降節の期間、各々の家庭で行われる特別な行事としては、ピェルニク（Piernik、ジンジャーブレッドの一種）を焼き上げること、そしてクリスマス飾りの作成があげられる。ピェルニキ（Pierniki、ピェルニクの複数形）はハートや動物、または聖ニコラウスなどの様々な形で作られる。クリスマスの日、聖ニコラウスは大きな役割を持たないが、聖人記念日である12月6日には祝われる。このとき、聖ニコラウスはこっそりと良い子たちの元に訪れプレゼントを残していく。
伝統的にクリスマスツリーはガラス玉や花飾り、その他、彩色された卵、ぴかぴかの赤リンゴ、クルミ、チョコレートの包み紙、キャンドルなど手作りの装飾品で飾られる。ツリーとその飾りは、クリスマス・イヴの日、ヴィギリアの前に明かりをつけられる。また、それぞれのツリーの頂点には星やキラキラとした飾りが取り付けられる。
多くの家庭では、冬らしい雰囲気を演出する為にスパーク花火をツリーの枝にぶら下げる。時にこのツリーは、2月2日の聖母マリアの清めの祝日まで立てたまま残される。
待降節と降誕節の間、星または星座の使者は村々を歩き回る。彼らはキャロルを歌い、あるいは詩を暗唱しショプキ（波: szopki）やヘロディといった聖誕劇を催す。この最後の2つの風習は、伝統的な聖誕劇の飼葉桶のシーンやヤセウカと呼ばれる馬小屋のシーンに由来する。
ポーランドでの独特な伝統の一つにオプワテクがある。これは聖餅の一種で聖画が押されている。過去においては、人々はこれらの聖餅を家から家へと持ち運び、隣人たちとクリスマスを祝っていた。現代では、オプワテクはクリスマス・イヴの晩餐（ヴィギリア）の前に家族や直接的な隣近所たちと分け合う。これは、それぞれの人がオプワテクの欠片を他人と分け合うことにより、過ぎゆく年に起きたあらゆる痛みを許しあい、新たな年を幸せのうちに迎えようと互いに祈るものである。

## "ウィギリア", クリスマス・イヴの晩餐
ポーランドでは、クリスマス・イヴは最初の節制の日であると共に、祝宴の日でもある。最初の星が輝きだすとともに晩餐は始まる。この晩餐では赤い肉は忌避され、魚（通常はコイ）が供される。多くの伝統的な料理やデザートからなる晩餐は時には2時間以上続けられ、そののちに贈り物の交換が行われる。また、翌日のクリスマスは友人を訪ねることに費やされる。ポーランドの伝統においては、クリスマスは宗教と家族をより近くに結びつけるものだとされる。贈り物を交換することはこの行事において重要なことではあるが、クリスマス飾りや特別な料理を作ることがさらに重要視されている。
クリスマス・イヴの夜、最初の星の現れはベツレヘムの星を偲ぶ重要なものである。この星には親しみを込めて「小さい星」を意味するグヴィアストゥカ（Gwiazdka、聖ニコラウスのカウンターパートにあたる女性）という愛称が与えられている。夕方には子供たちはこの星が出ることを願いながら心配そうに空を見上げ、星が現れると「星が出た！」と競い合って叫ぶ。この直後、家族たちは晩餐のテーブルにつく。
伝承では、少しのまぐさをテーブルクロスの下に広げ、キリストが馬小屋で生まれたことを思い出すよう伝えられる。他にもあくる年の繁栄を願って、それぞれのゲストの為にテーブルクロスの下にお金を置くことなども伝えられる。いくつかの慣習は、偶数人がテーブルについたときに行われる。多くの家庭では、テーブルに空いた場所を作る。これは幼子イエスの為、食べ物が必要な孤独な放浪者の為、亡くなった親戚の為の一つ席を残しておくことで食事を分け合うための象徴とされる。
晩餐はオプワテクを割ることから始まる。テーブルに着いた皆が欠片を割り取り、キリストとの一致の象徴として食べ、次に家族のそれぞれと欠片を分け合う。いくつかの家族には、ヴィギリアに十二使徒を象徴する12種類の、もしくは幸運の為に奇数の（通常5、7、9種類の）異なる料理を供する伝統が存在する。
ポーランドの伝統的なウィギリアの晩餐ではコイのフライとウシュカの入ったバルシチが振る舞われる。ポーランドのクリスマス・イヴの食事として、コイのフィレやコイの煮こごりなど、コイは重要な要素とされる。全般的にポーランドのクリスマスの食事は、いくつかのニシン料理と同様のピエロギに、デザートのマコヴィエツや、ケシの実が入った麺類などからなる。しばしばドライフルーツのコンポートが飲み物の為に用意される。
この晩の残りの時間は、クリスマスツリーの周りでの歌や物語に費やされる。いくつかの地域では、子供たちは「小さな星」が贈り物を運んでくると伝えられている。プレゼントは包まれておらず、キャロルを歌う子供たちは家から家へと渡り歩き、道々でもてなしを受ける。
クリスマス・イヴは深夜に地域の教会で行われるミサであるパステルカと共に終わる。この伝統は三人の博士がベツレヘムを訪れ、新たなメシアの誕生を証言し敬意を表したことを祝うものである。クリスマスの夜に礼拝を行う慣習は、5世紀後半より教会へと導入されたもので、この慣習はポーランドのキリスト教化とともに持ち込まれた。

## "コレンディ", クリスマス・キャロル
コレンディ(kolędy)とはポーランドにおいてキャロルを表す言葉である。12月24日から25日にかけてのパステルカと呼ばれる日を跨いでのクリスマス・ミサの間、そしてミサの後もクリスマス・キャロルは歌われない。但し、多くの場合はクリスマス・シーズンは2月2日まで続く。カトリック教会で歌われる初期の讃美歌は中世にフランシスコ会の修道士たちによって持ち込まれた。初期のクリスマス音楽はラテン語で歌われていたが、ポーランドの言葉や、新しい世俗の音楽であるパストラル（波: pastorałka、羊飼いの歌）の旋律が教会で普及し始めると、その音楽は書き記されることはされなかったが暗記され受け継がれていった。特筆すべきものでは、ステファン・バートリの宮殿において既に歌われていた曲に、1792年にフランチシェク・カルピンスキが歌詞を書いたブク・シェン・ロジ（波: Bóg się rodzi, 神は生まれ給う）はポーランドのクリスマスの讃美歌となった。1838年にはミョドゥシェフスキ神父によって多くのポーランド語によるキャロルが集められ『Pastorałki i Kolędy z Melodiami』（旋律つきパストラウカとキャロル）として纏められた。

## ポーランドの手作りのクリスマス飾り
ヨーロッパの中でも、ポーランドは素晴らしいガラスのクリスマス飾りを制作するとされる。一族や収集家たちは、これらのクリスマス飾りが高品質で伝統的な作品で、他に類を見ないものだと評価している。
ポーランドの吹きガラス製のクリスマス飾りは通常冬の間にだけ制作される。また、近代的なガラス工房や職人たちはポーランド南部の地方に集中する傾向が見られる。